# TuttoTrasporti
TuttoTrasporti è stato il mensile dedicato al trasporto su gomma dell'Editoriale Domus, la casa editrice fondata da Gianni Mazzocchi che pubblica anche Quattroruote. Con il numero 466, uscito nel dicembre 2022, la pubblicazione è cessata.

## Descrizione
La rivista veniva distribuita sia in edicola sia in abbonamento e si occupava di attualità, leggi e fisco, lavoro, strade, gestione e costi, logistica. Pubblicava inoltre prove su strada dei veicoli da lavoro (dai furgoni ai mezzi pesanti) e rappresentava l'Italia nella giuria per l'assegnazione dei premi internazionali International Truck, Bus of the year, Coach of the year e Van of the Year.
Una sezione era dedicata al trasporto passeggeri, con reportage e notizie di attualità sia sugli autobus da città che sui gran turismo.
La sezione denominata "Report" informava su mercato, economia e finanza dell'autotrasporto.

## Direttori
L'editore, Gianni Mazzocchi, è stato anche il primo direttore responsabile di TuttoTrasporti. Gli sono succeduti: Raffaele Mastrostefano, Lorenzo Raffo e Lorenza Moz (1º gennaio 2008 - 2010). Dal 2010 al 2015 ha firmato la rivista Marcello Minerbi che ha lasciato poi la guida all'editore Giovanna Mazzocchi. Da giugno 2017 il periodico è stato diretto da Ambrogio Rovelli. A lui è succeduto Raffaele Bonmezzadri. Nell'ultimo periodo la direzione è stata assunta direttamente da Giovanna Mazzocchi Bordone, figlia del fondatore e presidente dell'Editoriale Domus.

## Diffusione
La rivista è stata certificata Ads e ha avuto una diffusione media accertata per il 2007 di poco sopra le 29 000 copie .
La pubblicità è stata raccolta direttamente; la redazione si trovava a Rozzano (Milano) ed era composta da 11 giornalisti professionisti.
Sinergico alla rivista era il sito internet e a TuttoTrasporti si affiancava Tuttousato, mensile sui veicoli commerciali e pesanti di seconda mano, con un'ampia sezione di annunci fotografici.